# Horná Ves
Horná Ves es un municipio situado en el distrito de Žiar nad Hronom en la región de Banská Bystrica, Eslovaquia. Tiene una población estimada, en junio de 2023, de 660 habitantes.
Está ubicado al noroeste de la región, en el valle del río Hron —un afluente izquierdo del Danubio— y cerca de la frontera con las regiones de Nitra y Trenčín.

## Demografía
| Año        | 1994 | 2004 | 2014    | 2024    |
| ---------- | ---- | ---- | ------- | ------- |
| Población  | 0    | 739  | 711     | 642     |
| Diferencia |      | –    | −3,78 % | −9,70 % |

| Año        | 2023 | 2024    |
| ---------- | ---- | ------- |
| Población  | 656  | 642     |
| Diferencia |      | −2,13 % |